# Mark Rylance
Mark Rylance, właśc. David Mark Rylance Waters (ur. 18 stycznia 1960 w Ashford) – brytyjski aktor, reżyser teatralny i dramaturg; laureat Nagrody Akademii Filmowej.

## Życiorys
W latach 1995–2005 był pierwszym dyrektorem artystycznym Shakespeare’s Globe Theatre w Londynie. Grał w filmach: Księgi Prospera (1991) Anioły i owady, (1995), Instytut Benjamenta (1996), Intymność (2001). Za rolę Williama Fishera w filmie Most szpiegów (2015), otrzymał Oscara dla najlepszego aktora drugoplanowego i nagrodę BAFTA dla najlepszego aktora drugoplanowego. Nominowany do Nagrody Gildii Aktorów Ekranowych za wybitny występ aktora w roli drugoplanowej.

## Filmografia
- Płonące serce (1987)
- Księgi Prospera (1991)
- Instytut Benjamenta, czyli ten sen, który nazywają życiem (1995)
- Anioły i owady (1995)
- Intymność (2001)
- Kochanice króla (2008)
- Blitz (2011)
- Anonimus (2011)
- Dni i noce (2013)
- Wolf Hall (2015)
- Gunman: Odkupienie (2015)
- Most szpiegów (2015)
- BFG: Bardzo Fajny Gigant (2016)
- Dunkierka (2017)
- Player One (2018)
- Czekając na barbarzyńców (2019)
- Proces Siódemki z Chicago (2020)
- Nie patrz w górę (2021)
- Skrytka (2022)
- Do ostatniej kości (2022)

## Nagrody
- Nagroda Akademii Filmowej Najlepszy aktor drugoplanowy za film Most szpiegów (2016)